# Mark Taylor (politico)
Mark Fletcher Taylor (Albany, 7 maggio 1957) è un politico statunitense.

## Biografia
Avvocato, dal 1987 venne eletto stabilmente al Senato della Georgia. Nel 1998 si candidò come vicegovernatore della Georgia, venendo eletto e divenendo il decimo a ricoprire tale carica. Durante il suo mandato si concentrò sulla riforma del sistema scolastico statale, soprattutto sulla sua sicurezza interna. È stato inoltre responsabile dell'introduzione nel sistema giudiziario georgiano delle analisi del DNA e delle relative banche dati, permettendo così una migliore risoluzione dei crimini a livello statale.
Rieletto nel 2002 per un secondo mandato, si trovò per la prima volta a condividere il potere con un repubblicano, Sonny Perdue, primo governatore della Georgia non democratico da oltre un secolo. Essendo le elezioni georgiane del vicegovernatore non collegate a quelle del governatore, è teoricamente possibile che le due maggiori cariche statali siano ricoperte da persone appartenenti a partiti diversi, come infatti successe dal 2002 al 2006 con Taylor e Perdue.
Nel 2006 si candidò come governatore, ma venne infine sconfitto dallo stesso Perdue, divenendo quindi fino ad oggi l'ultimo democratico in assoluto ad aver governato in Georgia. Durante la campagna elettorale incontrò tuttavia molta opposizione anche dagli stessi democratici, e per questo Taylor finì al centro di una delle prime controversie riguardanti Wikipedia: dopo un intenso scambio di accuse tra Taylor e l'altra candidata democratica Cathy Cox, la voce Wikipedia su Taylor venne modificata con palese intento denigratorio includendo informazioni su suo figlio Fletcher, reo di aver provocato un incidente stradale in cui era morta una persona. Nella controversia intervenne Jimmy Wales, fondatore di Wikipedia, il quale dichiarò che l'autore dell'intervento era un indirizzo IP riconducibile ad un assistente di Cathy Cox; in risposta Morton Brilliant, dirigente della sua campagna elettorale, si dimise.
Dopo la sconfitta del 2006 Taylor si è ritirato dalla politica, tornando ad esercitare come avvocato.